# نبرد نهاوند
نبرد نهاوند، در روز پنجم ربیع‌الاول سال بیست ویکم هجری، برابر با ۲۵ بهمن ۲۰ خورشیدی و ۱۴ فوریه سال ۶۴۲ میلادی بین سپاه ایران و اعراب مسلمان در حمله اعراب به ایران در نهاوند که در منطقه‌ای کوهستانی واقع شده، اتفاق افتاد. جنگ نهاوند که اعراب آن را فتح الفتوح  نامیدند یکی از مهم‌ترین جنگ‌هایی است که میانِ اعراب و ایرانیان روی داده است. ابن اثیر در خصوص علت این نام‌گذاری می‌نویسد: اعراب، فتح نهاوند را «فتح‌الفتوح» نامیدند، زیرا بعد از آن ایرانیان نتوانستند اوضاع را ساماندهی منظم بنمایند و قوای ملی مقابله با اعراب را تشکیل دهند، و پس از این جنگ بود که اعراب سراسر کشور ایران را تصرف کردند و به جز مقاومت‌های محلی و منطقه‌ای، ایستادگی سراسری و تحت فرماندهی یک قدرت مشخص و واحد صورت نگرفت و بدین ترتیب شاهنشاهی ساسانی بعد از سده‌ها حکومت بر ایران و بخش‌هایی از خاورمیانه و آسیا سقوط کرد.

## پیشینه جنگ
پس از پیروزی در جنگ قادسیه و ورود عرب‌ها به مدائن (تیسفون) خبر رسید که مهران رازی در جلولاء (نزدیک حلوان) سپاهی گرد آورده است و بر حسب نامهٔ عمر به سعد بن ابی وقاص در تیسفون که بتازگی تسخیر شده بود اقامت گزید و برادر زادهٔ خود هاشم بن عتبه را با دوازده هزار نفر به جانب جلولا نزدیک (شهر باستانی حلوان) گسیل ساخت و پس از جنگ سختی که در آن حدود رخ داد، فتح نصیب لشکر عرب شد. جلولا و حلوان به‌دست اعراب افتاد و خزاین اطراف به یغما رفت.

## عزل سعد
سعد بن ابی وقاص در کوفه بنای عمارت عالی نهاد و از آن مکان، متصرفات آن حدود را اداره می‌کرد. در همین هنگام، شکایات متوالی از «سعد»، نزد عمر شد و بالاخره خلیفهٔ دوم امر داد قصر کوفه را ویران سازند و سعد را احضار کرده، عمّار پسر یاسر را به جای او گماشت. عزل سعدبن ابی‌وقاص، یزدگرد را به این خیال انداخت که متصرفات از دست رفتهٔ خود را مجدداً به چنگ آورد و همین‌طور سرداران عرب، که همواره مایل بودند از اوضاع آشفته ایران استفاده کنند و غنایم بیشتری به‌دست آورند، خلیفه را آماده کردند.

## نبرد نهاوند و فروپاشی امپراتوری ساسانی

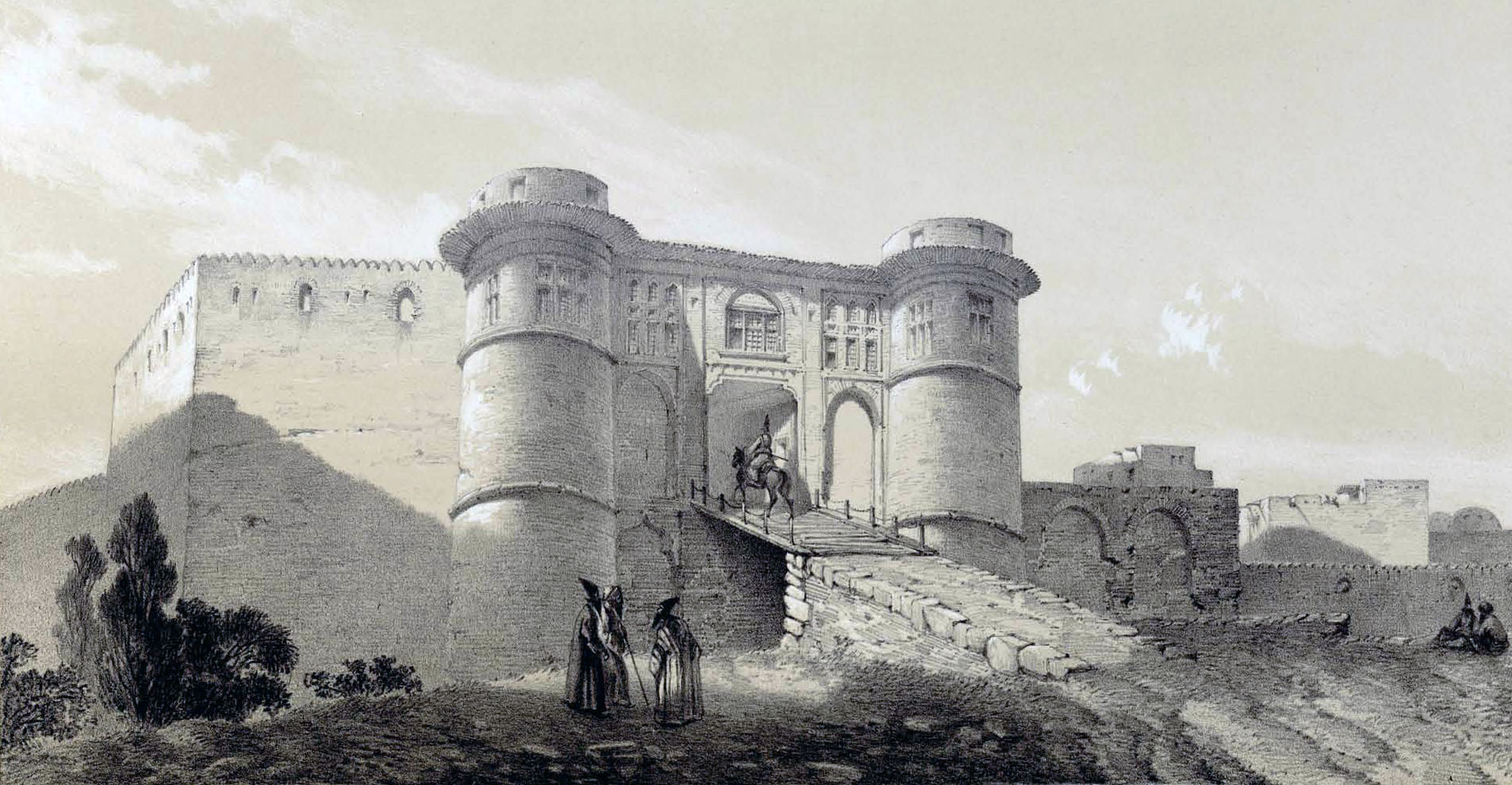
سقوط دژ نهاوند یکی از نقاط عطف جنگ بود.

سرانجام برای مواجهه با خطری که ایران را تهدید می‌کرد، پادشاه ایران یزدگرد سوم که از مدائن گریخته بود و در شهرهای غربی ایران آواره گشته بود، تصمیم گرفت یک بار دیگر تمام قوای خود را تجهیز کند، تا مگر اعراب را، از مدائن و عراق براند و دست آن‌ها را از تعرض به بلاد غربی، کوتاه نماید. از طرفی دیگر، پیروزی در این جنگ، می‌توانست راه ورود اعراب را، به مناطق داخلی ایران هموار کرده و غنایم زیادی نصیب آن‌ها سازد.
نهاوند شهر بزرگی بود، که در سمت جنوب شرقی استان همدان واقع شده و بین این شهر تا همدان ۱۴ فرسخ راه بوده است. امروزه این شهر، میان چهار شهر بروجرد، تویسرکان، ملایر و کرمانشاه قرار دارد.
یزدگرد در سال بیست ویکم هجری قمری گماشتگان خود را از ری به خراسان، گرگان، طبرستان، مرو، سیستان، کرمان و فارس فرستاده، حکام را به جمع‌آوری لشکر تشویق و ترغیب نمود. نقشه آن بود که حلوان و تیسفون را فتح کرده، کوفه و بصره را که مهم‌ترین سنگرهای عرب در آن حدود بود، تسخیر سازند.
گرد آمدن این سپاه انبوه در نهاوند، البته بار دیگر برای اعراب کوفه، خطر و تهدید بزرگی بود. به همین جهت عمار بن یاسر که در این زمان، بنا بر مشهور به جای سعد بن ابی وقاص امارت کوفه داشت، نامه‌ای به خلیفه نوشت و او را از این ماجرا آگاه کرد و در دفع این خطر از او کمک خواست. خلیفه که از این خبر سخت به وحشت افتاده بود، یک لحظه اندیشید که خود به تنهایی، آهنگ عراق کند، اما عاقبت از آن خیال بیرون رفت و نعمان بن عمرو بن مقرن مزنی را که در آن زمان عهده‌دار خراج استان کشتگر (کسکر) بود، به امارت لشکر نامزد کرد. فرمان هم داد که از شام و عمان و بصره و دیگر اقطار نیز، قسمتی از سپاه اعراب به وی بپیوندند. نعمان با این لشکر از کوفه بیرون آمد و در جایی نزدیک نهاوند اردو زد. چند روزی دو لشکر مقابل یکدیگر بودند و جنگ و تلاقی روی نمی‌داد. اعثم کوفی در این باره آورده است: نعمان با شوکت و تعبیه تمام در حوالی شهر و در جایی که آن را قبور شهدا گویند نزول نمود و لشکرگاه ساخت. نعمان مردی از ابطال عرب بخواند و گفت می‌خواهم برنشینی و به گرد قلعه برآیی و حال و حصار نهاوند را معلوم کنی و بر مخارج مدخل ان وارد شوی. آن بطل شب هنگام به جانب نهاوند روی آورد و چون خندق و چهارصد حصار آن را بدید و باز دانست روی به لشکر آورد و هرچه دیده بود بازگو نمود. علی اکبر کیانی در کتاب کهن‌دیار گیان می‌نویسد: عربان پس از شور و مشورت بیهوده، در نقشه‌ای مبنی براینکه پیغام بیعت خلیفه را دارند، پرچم سفید صلح برافراشتند و گروهی از آنان ورود به شهر نهاوند کردند، و بدین ترتیب، تعداد افراد سپاه و استحکامات داخلی روشن گردید. شب هنگام، که موقع آتش‌بس بود، دختری از روستاهای نهاوند هنگام تردد در جاده، دربین راه توسط سربازان عرب دستگیر می‌شود و او را به چادر نعمان می‌برند. دخترک به هنگام اسارات تیغی میان موهای بافته شدهٔ خود پنهان می‌کند. هنگامی که او را درون چادر با نعمان تنها می‌گذارند…، رگ گردن نعمان را می‌زند و خود را نیز با بریدن رگهای دستش می‌کشد. اخبار مفقود شدن و کشته شدن دخترک پخش می‌شود؛ لشکر اعراب به فرماندهی حذیفه بن الیمان، توسط افراد از پیش استقرار یافته به دروازه‌های شهر راه می‌یابند. در روایتی دیگر، اعراب به دروغ آوازه درافکندند، که خلیفه مرده است و آن‌ها قصد بازگشت دارند. با این حیله، ایرانیان را از سنگر بیرون کشیدند و در صحرا با آن‌ها دست بجنگ زدند. جنگی که روی داد، سخت و خونین بود و سه روز طول کشید. نعمان در جنگ کشته شد. ایرانیان شکست خوردند و بسیاری فرار کردند. اهل نهاوند حصاری گشتند، اما عاقبت به صلح راضی شدند.
غنائم بی‌شماری به‌دست عرب افتاد و از آن‌جمله است دو صندوق بزرگ پر از مروارید، زبرجد و یاقوت، که شخصی در مقابل طلبیدن امان، آن را به اعراب نشان داد. پس از نهاوند، همدان به‌دست اعراب افتاد.

## اسارت و برده‌گیری زنان و کودکان
طبری روایت کرده است پیروز نهاوندی معروف به (ابولؤلؤ) که بعدها عمر بن خطاب را به قتل رساند، با دیدن آنها گریسته است.

طبری نوشته است: 
وقتی اسیران نهاوند را به مدینه آوردند ابو لؤلؤه، پیروز، غلام مغیره بن شعبه، هر کس از آنها را کوچک یا بزرگ می‌دید دست به سرش می‌کشید و می‌گریست و می‌گفت: «عمر جگرم را خورد» … (تاریخ طبری: ج ۵، ص ۱۹۵۸).

## یزدگرد سوم پس از جنگ نهاوند
جنگ نهاوند، امید یزدگرد سوم را مبدل به یأس کرد، ولی بعد از نبرد او همچنان برای بازپس‌گیری ایران تلاش کرد. پس از اینکه خبر «جنگ نهاوند» به او رسید، از ری به اصفهان و از آنجا به کرمان رفت، و در آخر در مرو اقامت گزید و از دولت‌های همجوار کمک خواست. ماهوی حکمران ایرانی مرو با نیرنگ قراولان او را نابود ساخت و قصد کشتن یزدگرد را داشت. یزدگرد چاره جز ترک آن حدود ندید و در همان نزدیکی، به‌قولی به دست آسیابانی، که طمع در جامهٔ زرین و فاخر او داشت، کشته شد. خانوادهٔ یزدگرد پس از مرگ او به چین پناهنده شدند.